# Neta Riskin
Neta Riskin (hebräisch נטע ריסקין; * 28. Oktober 1976 in Tel Aviv, Israel) ist eine israelische Schauspielerin und Journalistin.

## Biografie
Neta Riskin wurde am 28. Oktober 1976 in Tel Aviv als Tochter von säkularen Juden geboren. Ihr Vater, ein Holocaust-Überlebender, wurde in Litauen geboren und ihr Großvater war ein israelischer Architekt, der aus Belarus eingewandert war.
Von 2012 bis 2015 spielte sie in der Serie The Gordin Cell die Hauptrolle. Bekanntheit erlangte Riskin in Shtisel. Unter anderem war sie 2015 in dem Film Eine Geschichte von Liebe und Finsternis zu sehen. 2017 bekam Riskin in dem Film Longing die Hauptrolle. Zwischen 2018 und 2019 wurde sie für die Serie Kfulim gecastet. Außerdem wurde sie 2019 für die Serie The Spy gecastet.

## Filmografie (Auswahl)
Filme
- 2015: Eine Geschichte von Liebe und Finsternis
- 2016: Norman
- 2017: Damascus Cover
- 2017: Longing
- 2018: Shelter

Serien
- 2012–2015: The Gordin Cell
- 2013–2021: Shtisel
- 2016: Der Tel-Aviv-Krimi
- 2018–2019: Kfulim
- 2019: Very Important Person
- 2019: The Spy